# Eretmapodites ravissei
Eretmapodites ravissei är en tvåvingeart som beskrevs av Rickenbach och Eouzan 1970. Eretmapodites ravissei ingår i släktet Eretmapodites och familjen stickmyggor.
Artens utbredningsområde är Kamerun. Inga underarter finns listade i Catalogue of Life.